# Mirek Kaufman

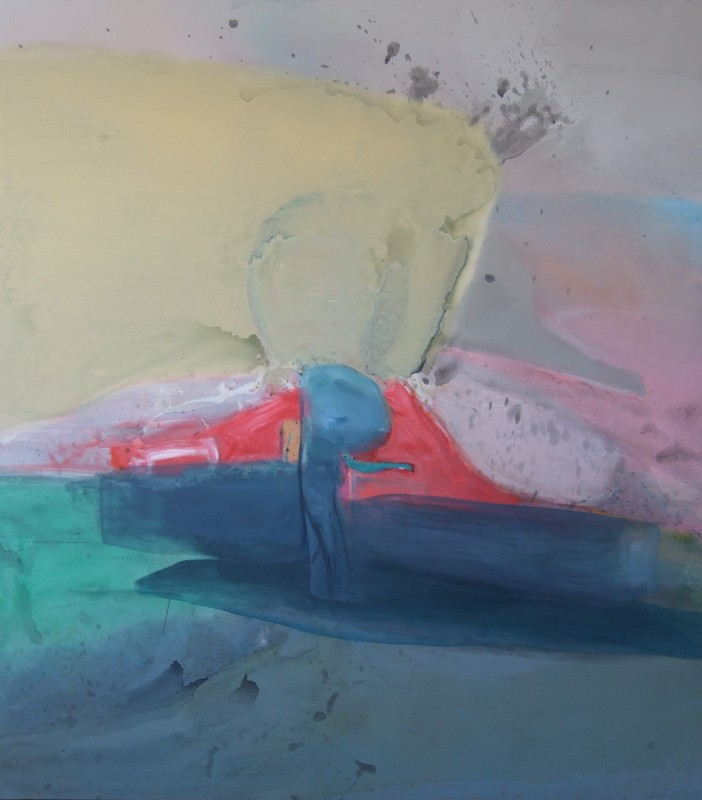
Mirek Kaufman: Tam

Mirek Kaufman (* 15. April 1963 in Žatec) ist ein zeitgenössischer tschechischer Maler.

## Leben
In den Jahren 1983 bis 1989 studierte er an der Akademie der Bildenden Künste in Prag sowie an der École des Beaux-Arts in Paris. Anschließend hielt er sich von 1990 bis 1994 zu Studienzwecken abwechselnd in Frankreich auf (1991 bis 1992: Paris, 1992 bis 1993: Genf, ARTES, Fondation/Stiftung Samuel Buffat, 1993: Epernay, 1993 bis 1994: La Chaux-de-Fonds).
Von Anfang an war das Schaffen Mirek Kaufmans auf die Arbeit mit Farbe ausgerichtet und es setzt sich aus umfangreichen Bilderzyklen zusammen. Seine Inspiration fand er im unendlichen Raum der Kosmologie sowie des wissenschaftlichen Experiments. Als Beispiele für seine schöpferischen Projekte lassen sich aus der Chronologie seines Werks der Zyklus „Dunkelblauer Samt“ („Tmavomodrý samet“) anführen, frei inspiriert durch David Lynchs Zyklus der unruhigen Wasser und der Bilderreihe „Unter der Oberfläche“, welche minimalistisch die Ereignisse im Mikrokosmos darstellt. Letzteres beruht auf einer Zusammenarbeit mit Wissenschaftlern der französischen Forschungseinrichtung INSERM (widmet sich der menschlichen Gesundheit), die zur Motivation für das Projekt „Zwischen Wissenschaft und Farbe“ („Mezi vědou a barvou“) wurde. Die Bilder, die unter dem Titel „Ins Unbekannte“ ausgestellt wurden, waren auf den nahen und fernen Kosmos ausgerichtet. Die beschränkte Skala und das Ineinanderfließen der Farbschichten streben auf ein Projekt der Vergangenheit zu, welches den Namen „Flüssige Sande“ trägt. Hier drückt Kaufman die begrenzten Möglichkeiten der Arbeit mit Farbe aus. Für seine Malerei ist gerade das Flüssige ein spezifisches Charakteristikum, das im übertragenen Sinne in sich auch die Gefühle von Instabilität und Bedrohung trägt. Auch über diese thematische Verankerung tritt der Maler völlig unvoreingenommen an das Bild heran, und oft ohne vorherige Vorbereitung arbeitet er frei mit seinem Farbmaterial. Obwohl das räumliche und gestalterische Abstrahieren zu den elementaren Merkmalen seines Werks gehört, begleitet ihn das Bemühen um das Einfangen der physischen Seite der menschlichen Existenz seit seinen ersten Malversuchen.
Neben der Malerei, die sein Arbeitsschwerpunkt ist, interessiert er sich für Fotografie und illustriert bzw. entwirft gelegentlich auch das Grafikdesign für autorisierte Bücher. Auch bei diesen Parallelaktivitäten steht immer das Bemühen um das Verbinden der genannten Medien mit der Welt der Malerei im Vordergrund. Dementsprechend häufig sieht man, dass die fotografischen Zyklen die Grenzen zwischen Bild, dem rein Fotografischen und der Malerei fließenden ineinander übergehen.
In den 2010er Jahren beschäftigte er sich in seiner Arbeit zunehmend mit mehr zusammenhängenden Zyklen überwiegend großer Formate, die unter dem Arbeitstitel „Flüssige Malerei“ wiederholt sowohl in Tschechien als auch im Ausland präsentiert worden sind.

## Einzelausstellungen
- 1989   -   Galerie Bernanos, Paris, Frankreich

- 1990   -   Galerie Kunsthuis, Enschede, Niederlande

- 1991   -   Michèle L. B., Paris, Frankreich

- 1992   -   Galerie Au Virage, Séprais, Schweiz

- 1993   -   Palazzo Morettini, Locarno, Schweiz

- 1994   -   Galerie Nelly L’Eplattenier, La Chaux-de Fonds, Schweiz

- 1994   -   Galerie Albert Philippon, Lausanne, Schweiz

- 1995   -   Galerie MK, Jihlava, Tschechische Republik

- 1996   -   Galerie Bratří Čapků, Prag,

- 1996   -   Galerie Portheimka, Prag,

- 1997   -   Galerie P&M, Zlín, Tschechische Republik

- 1997   -   Galerie Synagoga, Hranice, Tschechische Republik

- 1998   -   Tmavomodrý samet / Dunkelblauer Samt, Galerie Fronta, Prag

- 1998   -   Austria Creditanstalt, Prag,

- 1998   -   Galerie Chagall, Karviná, Tschechische Republik

- 2010   -   Tekuté písky 1/Flüssige Sande 1, Galerie Rabas, Rakovnik, Tschechische Republic

- 2010   -   Tekuté písky 2, Flüssige Sande 2, Galerie ARS, Brno, Tschechische Republik

- 2010   -   Tekutá malba/Flüssige Malerei Embassy Art, Bloom Gallery, 798 Art District, Beijing, China

## Preise
1999   -   Hommage à Kafka, Augsburg, Deutschland